# Biserica de lemn din Costești, Mehedinți
Biserica de lemn din Costești, comuna Balta, județul Mehedinți, a fost construită în prima jumătate a secolului al XIX-lea, în anul 1835. Are hramul „Sfântul Nicolae”. Biserica se află pe lista monumentelor istorice sub codul LMI:  MH-II-m-A-10303.
Edificiul arhitectural a fost ridicat pe locul unei alte biserici de lemn distruse de un incendiu în 1905. Biserica a fost construită după un plan de tip cruce (fără turlă), cu absida altarului poligonală, retrasă față de restul clădirii. Pe partea sudică se află un pridvor deschis susținut de patru stâlpi. Ancadramentul ușii de intrare este decorat cu motivul frânghiei răsucite.